# کوه لانه عقاب
کوه لانه عقاب (انگلیسی: Eagle's Nest Hill) یک کوه در سرزمین پریمورسکی کشور روسیه است.